# Can Ginestar (Porqueres)
Can Ginestar és una obra de Porqueres (Pla de l'Estany) inclosa a l'Inventari del Patrimoni Arquitectònic de Catalunya.

## Descripció
Ubicat en el vessant d'un turó i envoltat de boscos, el mas és un conjunt de grans dimensions que presenta una estructura irregular condicionada pel gran desnivell del terreny. L'edifici consta de planta baixa, pis i golfes. Les cobertes són a dues aigües i els murs han estat realitzats amb pedra desbastada unida amb argamassa. Malgrat que l'orientació de la casa és a llevant, l'entrada principal es troba a ponent i està precedida per un pati interior tancat per un mur de pedra. A més de la casa pairal pròpiament dita, al vessant meridional, dins el pati, hi ha una petita capella; i a la banda nord, ja fora del pati interior, hi ha un edifici anomenat la Cabanya (possiblement l'antiga masoveria), actualment l'única zona habitada del conjunt. El caire noble de la casa es reflecteix principalment a la façana oriental, on trobem una gran eixida de pedra adossada al mur, suportada per tres grans arcs de mig punt i que serveix com a terrassa, a la que s'accedeix des de la planta principal.
A l'interior de la casa hi ha una gran sala de forma rectangular coberta amb volta rebaixada amb tres arcs torals i llunetes; aquesta sala fa de distribuïdor de les habitacions i dona accés a la gran terrassa. En una de les portes de la terrassa s'hi llegeix "PER A JOAN SAYOL Y GINESTA 1746", i en una porta interior hi ha la data 1466.
La capella es troba a la banda meridional del pati i mesura 7x3 metres. Té planta rectangular, precedida per un porxo amb una obertura d'arc de mig punt lleugerament rebaixat. La façana, totalment llisa, està rematada per un campanar d'espadanya amb un arc apuntat. L'interior té decoració barroca. El parament del mur està format per pedres de diferents dimensions desbastades i unides amb argamassa; en canvi, els emmarcaments de les obertures i les cantonades de l'edifici són de carreus més grans alguns dels quals han estat escairats. A la pedra d'un mur s'hi llegeix la data 1757. La coberta és a dues aigües.

## Història
Alguns historiadors relacionen l'actual Can Ginestar amb l'indret antigament anomenat "Vilar astar", que és mencionat a la documentació per primera vegada l'any 979. L'any 1474, apareix mencionada en una donació que el rei Joan II va fer al conseller Francesc de Verntallat. El mas, de clara tradició nobiliària, va pertànyer a la família Planaferrana de Sant Miquel de Campmajor. L'edifici va ser realitzat en diferents etapes, a l'interior de la casa trobem la inscripció "1466, malgrat això sembla que l'estructura actual data principalment del segle xviii, moment en què es construeix la capella dedicada als sants Cosme i Demià.
Actualment el mas pertany a les famílies alemanyes Cramer i Preuss, les quals van portar a terme la restauració del conjunt.
La capella, avui dia inutilitzada, estava dedicada a Sant Cosme i Sant Damià. A la pedra d'un mur s'hi llegeix la data 1757. Se suposa doncs, que la capella fou construïda quan es va realitzar l'edificació de tot el mas. La presència d'aquest tipus de capelles o temples és força corrent a les cases pairals catalanes regentades per famílies pertanyents a llinatges nobiliaris d'una certa categoria social i econòmica.